# Bismarckturm (Rosengarten)

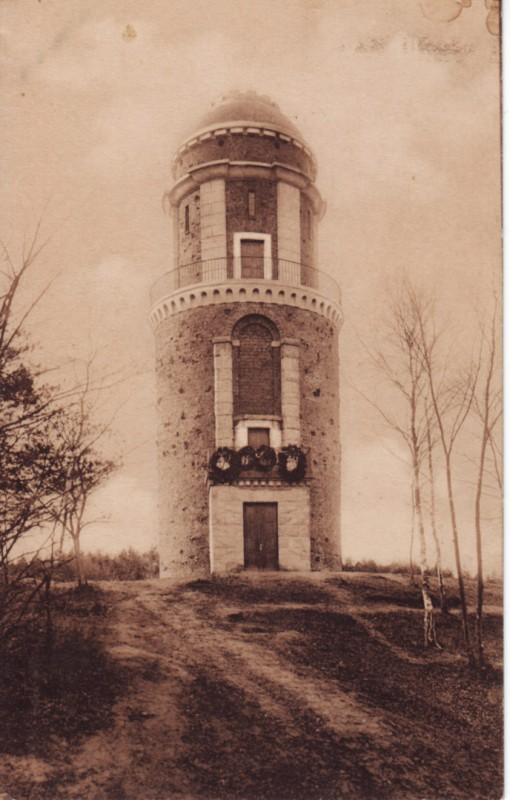
Offizielle Ansichtskarte des Bismarckturm-Vereins
zu Harburg a. E. (Stadt- und Landkreis) e. V.

Der Bismarckturm in Rosengarten stand am südlichen Stadtrand Hamburgs im Landkreis Harburg auf dem Kiekeberg in Rosengarten im Ortsteil Vahrendorf. Er wurde im Zuge der Bismarckverehrung 1912 aus Klinker und Sandstein errichtet. Man folgte nicht dem Typen-Entwurf Götterdämmerung von Wilhelm Kreis, sondern einem individuellen Entwurf des Architekten. Der Turm wurde als teuerster Bismarckturm auf dem Gebiet des heutigen Bundeslandes Niedersachsen für 50.000 Mark errichtet und war 23 m hoch. Auf der Spitze des Aussichtsturms war eine Feuerschale angebracht.
Er wurde am 20. April 1945 von deutschen Truppen gesprengt, um der anrückenden britischen Armee die Möglichkeit zu nehmen, den Turm als Artillerie-Beobachtungspunkt zu besetzen.

## Gegendenkmal in Langenrehm
Bereits ein Jahr vor der Fertigstellung des Bismarckturms, weihte eine Gruppe um den antipreußischen „Hannoverschen Club“ zu Harburg auf dem Vogelhüttenberg in Langenrehm ihr Fürstendenkmal in Gedenken an den letzten König von Hannover Georg V. ein.